# Боянчуцька сільська рада
Боянчу́цька сільська́ ра́да — адміністративно-територіальна одиниця та орган місцевого самоврядування в Заставнівському районі Чернівецької області. Адміністративний центр — село Боянчук.

## Загальні відомості
- Населення ради: 1 033 особи (станом на 2001 рік)

## Населені пункти
Сільській раді були підпорядковані населені пункти:
- с. Боянчук

## Склад ради
Рада складалася з 16 депутатів та голови.
- Голова ради: Найдиш Іван Васильович
- Секретар ради: Джус Галина Василівна

### Керівний склад попередніх скликань
| Прізвище, ім'я, по батькові | Основні відомості                                                 | Дата обрання | Дата звільнення |
| --------------------------- | ----------------------------------------------------------------- | ------------ | --------------- |
| Павлюк Василь Васильович    | Сільський голова, 1962 року народження, безпартійний              | 26.03.2006   | 31.10.2010      |
| Найдиш Іван Васильович      | Сільський голова, 1961 року народження, освіта вища, безпартійний | 31.10.2010   |                 |

Примітка: таблиця складена за даними сайту Верховної Ради України

### Депутати
За результатами місцевих виборів 2010 року депутатами ради стали:

#### За суб'єктами висування
| Суб'єкт висування | Кількість обраних депутатів | %   |
| ----------------- | --------------------------- | --- |
| Самовисування     | 16                          | 100 |

#### За округами
| № округу | Прізвище, ім'я, по батькові     | Дата визнання обраним | Освіта             | Партійна приналежність | Відомості про обраного депутата                              |
| -------- | ------------------------------- | --------------------- | ------------------ | ---------------------- | ------------------------------------------------------------ |
| 1        | Тимирівський Дмитро Іванович    | 04.11.2010            | середня спеціальна | позапартійний          | тимчасово не працює                                          |
| 2        | Гоменюк Ярослава Дмитрівна      | 04.11.2010            | вища               | позапартійна           | Горошовецький НВК, вчитель історії                           |
| 3        | Давидович Світлана Миколаївна   | 04.11.2010            | середня спеціальна | позапартійна           | Боянчуцька сільська рада, прибиральниця                      |
| 4        | Гоменюк Віталій Дмитрович       | 04.11.2010            | середня спеціальна | позапартійний          | тимчасово не працює                                          |
| 5        | Баб'юк Леся Іванівна            | 04.11.2010            | вища               | позапартійна           | Боянчуцька сільська рада, бухгалтер                          |
| 6        | Павлюк Іван Дмитрович           | 04.11.2010            | середня спеціальна | позапартійний          | тимчасово не працює                                          |
| 7        | Старко Орися Миколаївна         | 04.11.2010            | середня спеціальна | позапартійна           | Боянчуцька сільська рада, землевпорядник                     |
| 8        | Голяновський Василь Миколайович | 04.11.2010            | середня            | позапартійний          | тимчасово не працює                                          |
| 9        | Джус Галина Василівна           | 04.11.2010            | вища               | позапартійна           | Боянчуцька сільська рада, секретар                           |
| 10       | М'яновський Василь Іванович     | 04.11.2010            | середня спеціальна | позапартійний          | дошкільний навчальний заклад, завгосп                        |
| 11       | Гуменюк Віта Іванівна           | 04.11.2010            | вища               | позапартійна           | Горошовецький НВК, вчитель української мови                  |
| 12       | Химко Ярослав Дмитрович         | 04.11.2010            | вища               | позапартійний          | Горошовецький НВК, вчитель біології                          |
| 13       | Максимюк Микола Іванович        | 04.11.2010            | середня            | позапартійний          | тимчасово не працює                                          |
| 14       | Василович Домка Дмитрівна       | 04.11.2010            | середня            | позапартійна           | Заставнівський районний Агробуд, формувальник цегляного цеху |
| 15       | Голяновська Тетяна Іванівна     | 04.11.2010            | середня спеціальна | позапартійна           | тимчасово не працює                                          |
| 16       | Голек Микола Васильович         | 09.01.2011            | середня спеціальна | позапартійний          | Військова частина 2195, охоронець                            |

## Населення
За переписом населення України 2001 року в сільській раді мешкала 1031 особа.

### Мова
Розподіл населення за рідною мовою за даними перепису 2001 року:
| Мова       | Відсоток |
| ---------- | -------- |
| українська | 99,52 %  |
| російська  | 0,29 %   |
| румунська  | 0,10 %   |